# Гримуче (Брянська область)
Гримуче (рос. Гремучее, колишня назва — Піонерське) — селище у Брасовському районі Брянської області Росії. Входить до складу муніципального утворення Столбовське сільське поселення.
Населення — 5 осіб.
Розташоване за 3 км на південь від селища Летча.

## Історія
Виникло у 1920-ті роки. До 1960 року — центр Піонерської сільради; у 1960—2005 рр. — у складі Городищенської (2-ї) сільради.

## Населення
За найновішими даними, населення — 5 осіб (2013).
У минулому чисельність мешканців була такою:
| Роки      | 1979 | 1989 | 2002 | 2010 |
| --------- | ---- | ---- | ---- | ---- |
| Населення | 83   | 47   | 30   | 9    |